# Ngo Quang Truong
Ngo Quang Truong, vietnamski general, * 13. december 1929, Kien Hoa, † 22. januar 2007, Falls Church (ZDA).
Truong je obiskoval francoske šole, nato pa je končal šolanje na šoli za častnike v Da Latu. Leta 1954 je kot poročnik prevzel poveljstvo nad vodom v petem padalskem bataljonu. Leta 1963 je postal poveljnik celega bataljona, leta 1965 pa je postal poveljnik štaba padalske divizije.
Po koncu vietnamske vojne je bil prisiljen zapustiti Vietnam in se izseliti v ZDA, kjer je leta 2007 umrl za posledicami raka.